# 양주 청련사 칠성도
양주 청련사 칠성도(楊州 靑蓮寺 七星圖)는 대한민국 경기도 양주시 장흥면, 청련사에 있는 칠성도이다. 2018년 4월 30일 문화재 지정 예고를 거쳐, 2018년 9월 10일 경기도의 유형문화재 제340호로 지정되었다.

## 지정 사유
서울‧경기지역에서 19세기 중후반 집중적으로 나타나는 강림형식을 따르고 있으며 이러한 유형에서 제작시기가 이른 편에 속하여 가치가 인정된다. 안정된 구도와 세밀한 의습 표현 등 화가의 기량이 돋보이며 단정한 필체의 화기, 금니, 시주질에 보이는 상궁 등으로 미루어 왕실발원으로 제작된 것으로 추정된다.

## 같이 보기
- 청련사

## 참고 문헌
- 양주 청련사 칠성도 - 국가유산청 국가유산포털